# نجا غوادالوبية
نجا غوادالوبية (الاسم العلمي:Najas guadalupensis) هي نوع من النباتات تتبع جنس النجا من فصيلة الحب المائية.